# 李娟
李 娟（り えん、Li Juan、女性、1981年5月15日 - ）は、中国のバレーボール選手。ポジションはWS。中国代表。

## 来歴
2002年、中国代表に初選出される。2005年より代表チームでプレーし、同年のワールドグランプリ、グラチャンで銅メダルを獲得した。2008年、北京オリンピックに出場し、銅メダルを獲得した。

## 球歴
- オリンピック - 2008年
- 世界選手権 - 2006年、2010年
- ワールドグランドチャンピオンズカップ - 2005年
- ワールドグランプリ - 2005年、2006年、2007年、2008年、2009年、2010年
- アジア選手権 - 2005年、2007年、2009年

## 所属クラブ
- 天津ブリヂストン